# Saint-Vigor-d’Ymonville
Saint-Vigor-d’Ymonville – miejscowość i gmina we Francji, w regionie Normandia, w departamencie Sekwana Nadmorska.
Według danych na rok 1990 gminę zamieszkiwało 835 osób, a gęstość zaludnienia wynosiła 28 osób/km² (wśród 1421 gmin Górnej Normandii Saint-Vigor-d’Ymonville plasuje się na 287. miejscu pod względem liczby ludności, natomiast pod względem powierzchni na miejscu 13.).